# Slag bij Valmy
De Slag bij Valmy (of Kanonnade van Valmy) werd uitgevochten op 20 september 1792 bij de Franse plaats Valmy en was onderdeel van de Eerste Coalitieoorlog. De 19e-eeuwse Britse historicus Edward Creasy rekende de Slag bij Valmy tot de vijftien beslissende veldslagen in de wereld.
Tactisch gezien was de slag niets meer dan een onbeslist artilleriegevecht, maar strategisch gezien zorgde hij voor het voortbestaan van de Franse Revolutie. Troepen van het Franse Armée du Nord onder Charles-François Dumouriez en van het Centrale Leger onder François Christophe Kellermann stopten de opmars van een Pruisisch leger onder Karel Willem Ferdinand van Brunswijk richting Parijs. Ondanks het lage dodental (in de hele slag minder dan 500) en het onbesliste eindresultaat, wordt Valmy gezien als een van de beslissendste veldslagen van de geschiedenis. De Franse overwinning verstevigde het succes van de Franse Revolutie en de formering van de Franse Republiek.

## Achtergrond
Nadat Frankrijk op 20 april 1792 de oorlog aan Oostenrijk had verklaard en Frankrijk verschillende kleine schermutselingen had verloren, vielen antirevolutionaire troepen Frankrijk op 19 augustus binnen. Deze troepenmacht bestond uit Pruisen, Oostenrijkers, Hessen en zogenaamde émigrés, Fransen die voor de Revolutie waren gevlucht, onder Brunswijk, die het opperbevel van koning Frederik Willem II van Pruisen representeerde. De bevelhebbers van deze geallieerde legers werden al snel elkaars verdachten, en konden moeilijk met elkaar overweg. Zij stonden tegenover een Frans leger, aanvankelijk verspreid over drie korpsen onder Rochambeau, Lafayette en Luckner, maar dat later werd ingedeeld in twee korpsen onder Dumouriez en Kellermann.
De binnenvallende geallieerden namen al snel Longwy in op 23 augustus en zetten hun mars door in de richting van Verdun, dat minder verdedigbaar was dan Longwy. De bevelhebber van Verdun, kolonel Beaurepaire, pleegde in wanhoop zelfmoord, en zijn staf gaf zich op 2 september over. Brunswijk zette daarna met zijn legers de mars richting Parijs voort, en kwam zo terecht in de bossen van de Argonne. Dumouriez echter, die zijn troepen in Valencijn had getraind in constante kleinschalige militaire acties, met als doel de Zuidelijke Nederlanden binnen te vallen, gaf zijn troepen ook opdracht om dezelfde bossen in te gaan. Hij marcheerde langs de Pruisen heen en blokkeerde - net buiten het gezichtsveld van de voorste Pruisische troepen - de weg richting Parijs. Onderwijl had hij Kellermann, die op dat moment met zijn leger in Metz verbleef, om ondersteuning gevraagd. Kellermann kwam maar traag op gang, en voordat hij arriveerde stond de noordelijke verdedigingslinie van de Fransen al onder druk. Nog net op tijd konden de beide bevelhebbers hun verdediging ordelijk opzetten.

## De slag
Brunswijk probeerde zijn troepen een flankerende beweging te laten maken om het leger van de Fransen heen richting Châlons. Kellermann doorzag dit echter en draaide zijn leger met Brunswijk mee, zodat het gepositioneerd stond tussen Sainte-Menehould en Valmy. Door een grote artillerieaanval van de Fransen, gevolgd door een kleine infanterieaanval, lukte het Kellermann en Dumouriez om de Pruisen van een echte slag te doen afzien. Aan Franse kant vielen 300 doden, bij de Pruisen waren dit er 184.

## Nasleep

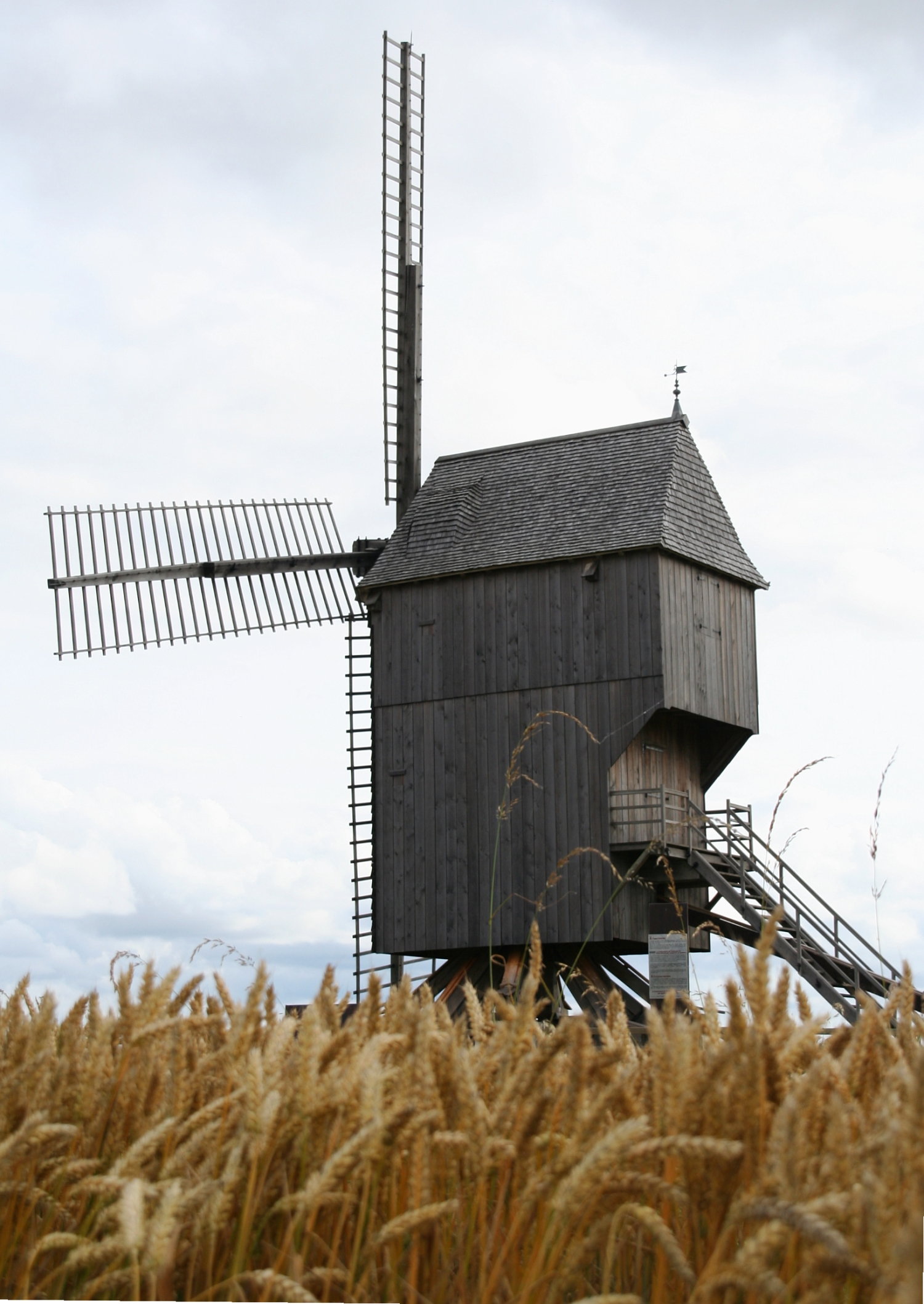
Molen van Valmy

Deze ontmoeting bleek een keerpunt in de militaire campagne en ook een keerpunt in de geschiedenis. Tien dagen later, zonder dat er nog een schot werd gelost, begon het geallieerde leger aan de terugtocht. Dumouriez zette na Valmy de achtervolging wel in, maar deze was nauwelijks dreigend te noemen. Toch leidde het tot de complete terugtrekking van alle geallieerde troepen van Frans grondgebied.
De dag na de overwinning bij Valmy, op 21 september, werd in Parijs de Franse monarchie afgeschaft en de Eerste Franse Republiek uitgeroepen. De Franse overwinning bij Valmy was de eerste overwinning van een leger dat puur door burgerschap en nationalisme werd geïnspireerd.
Het succes van het revolutionaire leger maakte diepe indruk op de tijdgenoten. Valmy werd zo tot een mythe die tot op de dag van vandaag voortduurt.
Nederlanden: Marquain · Rijsel (1792) · Jemappes · Namen (1792) · Maastricht (1793) · Breda · Aldenhoven (1793) · Neerwinden · Raimes · Famars · Aarlen · Valencijn · Duinkerke · Hondschote · Menen ·  Wattignies · Moeskroen · Tourcoing · Doornik · Erquelinnes · Gosselies · Ieper · Hooglede · Fleurus · Boxtel · Sprimont · Maastricht (1794) · 's-Hertogenbosch · Aldenhoven (1794) · Puiflijk · Nijmegen · Luxemburg · Den Helder · Camperduin

Rijnfront: Verdun · Thionville · Valmy · Mainz (1792) · Mainz (1793) · Vogezen/Tripstadt · Mainz (1795) · Amberg · Würzburg

Italiaans front: Genua · Hyères · Rovereto · Bassano · Montenotte · Dego · Lodi · Arcole · Rivoli

Overige fronten (Vendée, Spanje): Fontenay-le-Comte · Toulon · Cholet · Luçon · Truillas · Boulou · San Lorenzo · Santa Cruz · Kaap Sint-Vincent
West-Indië: Guadeloupe · Martinique
- Bibliothèque nationale de France: cb12066311m (data)
- Gemeinsame Normdatei: 4187362-2
- Library of Congress Control Number: sh85141917
- Nationale Bibliotheek van Israël: 987007531853205171